# Xã Ossineke, Michigan
Xã Ossineke (tiếng Anh: Ossineke Township) là một xã thuộc quận Alpena, tiểu bang Michigan, Hoa Kỳ. Năm 2010, dân số của xã này là 1.675 người.